# Скамейния
Округ Скамейния (англ. Skamania County) — округ штата Вашингтон, США. Население округа на 2000 год составляло 9872 человек. Административный центр округа — город Стивенсон.

## История
Округ Скамейния основан в 1854 году.

## География
Округ занимает площадь 4289 км2.

## Демография
Согласно переписи населения 2000 года, в округе Скамейния проживало 9872 человек (данные Бюро переписи населения США). Плотность населения составляла 2,3 человек на квадратный километр.